# 2010-es magyarországi önkormányzati választás
A 2010-es magyarországi önkormányzati választást október 3-án (vasárnap) tartották. Időpontját Sólyom László köztársasági elnök jelölte ki 2010. július 15-én hozott határozatában. A választópolgárok a névjegyzékbe történt felvételükről augusztus 19-ig kaptak értesítést, az ajánlószelvényeket szeptember 3-ig lehetett átadni. Augusztus 3-i adatok szerint 8 205 967 választópolgár szavazhat 3176 településen 739 polgármesterjelöltre. A megyei/fővárosi közgyűlésben betölthető mandátumok száma 424, a települési önkormányzatokban betölthető képviselői mandátumok száma pedig 16 914.

## Választási rendszer
A Fidesz-többségű új országgyűlés az elsők között fogadta el az önkormányzati választás jogi hátterének változtatásait.
Az 1990. évi LXIV. törvényt (A helyi önkormányzati képviselők és polgármesterek választásáról) a 2010. évi L. törvény váltotta fel, az Alkotmány módosításával a hivatásos állományúak passzív választójogát (választhatóságát) korlátozták („lex Borkai”), a választási eljárási szabályok is változtak (2010. évi LX. törvény a választási eljárásról szóló 1997. évi C. törvény módosításáról).
A passzív választójogot érintő alkotmánymódosítás szerint a Magyar Honvédség, a Rendőrség és a nemzetbiztonsági szolgálatok hivatásos állományú tagjai szolgálati jogviszonyuk fennállása alatt, és annak megszűnését követően három évig nem indulhatnak jelöltként többek között a helyi önkormányzati és a kisebbségi önkormányzati választáson sem.
Csökkent a megszerezhető mandátumok száma. A kislistás („egyéni listás”) választási rendszerben 3-13 helyett 2-8 tagú testületeket választanak. A vegyes választási rendszerben is csökkent az egyéni választókerületi és a kompenzációs listás mandátumok száma: a budapesti közgyűlés létszáma 66 helyett 35 lesz, a megyei önkormányzatok közgyűlésének létszáma csaknem felére csökken. A megyei és fővárosi közgyűlés létszámát a törvény a lakosságszámhoz viszonyítva határozza meg, így az választásról választásra változó lehet, a népességmozgás függvényében.
A testületek létszámának csökkentését a 2010. évi LXII. törvény a települési, területi és országos kisebbségi önkormányzatokban is végrehajtotta.
A megyei közgyűlések megválasztása során megszűnt a megyék területének 10 000 alatti és 10 000 feletti települések szerinti két választókerületre tagolása: a megye területe egyetlen választókerületet alkot, amelynek továbbra sem része a megyei jogú város (ám annak lakosságszámát figyelembe kell venni a közgyűlés létszámának meghatározásához). A 10 000-nél több lakosú településeken az egyéni választókerületek számát csökkenteni kellett a mandátumszám-csökkentés miatt, így szinte valamennyi választókerület területét át kellett rajzolni.
A nagyobb pártoknak kedvezve nehezítették a választáson való indulás feltételeit. A megyei lista állításához 0,3% helyett 1%-nyi választópolgári ajánlásra van szükség, a főpolgármester-jelöltnek 0,5% helyett 2%-ot kell teljesítenie. A vegyes választási rendszerben a kompenzációs lista állításához az egyéni választókerületek negyede helyett immár a felében kell jelöltet állítani, fővárosi lista indításához 6 helyett 12 kerületben kell kompenzációs listával rendelkezni. Rövidítették a hivatalos kampányidőszak (a választás kitűzése és a szavazás napja közötti időköz) hosszát, 72 napról 60 napra, és a megnövelt számú ajánlószelvény összegyűjtésére 36 nap helyett csak 16 nap áll rendelkezésre a jelöltek számára.
A mandátumkiosztásban a kompenzációs listás mandátumkiosztásnál a módosított Sainte-Laguë formulát a Sainte-Laguë módszer, a megyei és fővárosi lista mandátumosztásánál a D’Hondt-módszer váltja fel. A mandátumszerzési küszöb a megyei és a fővárosi listáról 4%-ról 5%-ra, közös listák esetében 10%-ra, kettőnél több szervezet közös listája esetén 15%-ra nő.
A kampánycsendet a választás napjára korlátozták.
A törvények vitájában a kormánypártok azt hangsúlyozták, hogy a választott tisztségviselők számának csökkentése takarékosságot jelent, a további módosítások pedig véleményük szerint a hatékonyságot és az átláthatóságot szolgálják. Az ellenzék részéről ugyanakkor elhangzott, hogy „a Fidesz saját pártpolitikai érdekei alapján kívánja átírni az önkormányzati választási törvényt, kiiktatva a rendszerből az arányosság elvét”, azt segítve, hogy „az erősek még erősebbek legyenek”.

## Jelöltek és listák
Jelöltek száma
Fidesz-KDNP – 8817
Jobbik – 4226
MSZP – 3691
LMP – 1135

## Eredmények
(Zárójelben a 2006-os önkormányzati választás részvételi adataival)
|          | 2010. október 3. |
| -------- | ---------------- |
| 7:00-ig  | 0,99% (1,12%)    |
| 9:00-ig  | 6,60% (7,70%)    |
| 11:00-ig | 16,31% (18,53%)  |
| 13:00-ig | 23,68% (26,98%)  |
| 15:00-ig | 31,47% (34,77%)  |
| 17:30-ig | 41,77% (46,53%)  |
| Összesen | 46,64% (53,12%)  |

### Fővárosi Önkormányzat

#### Főpolgármester
A főpolgármester-választás eredménye
| Jelölt        | Párt        | Szavazatok száma | Arány  |
| ------------- | ----------- | ---------------- | ------ |
| Horváth Csaba | MSZP        | 177 783          | 29,47% |
| Jávor Benedek | LMP         | 059 638          | 09,89% |
| Staudt Gábor  | Jobbik      | 043 839          | 07,27% |
| Tarlós István | Fidesz-KDNP | 321 908          | 53,37% |

#### Fővárosi közgyűlés
| Párt        | Mandátumok |
| ----------- | ---------- |
| Fidesz-KDNP | 17         |
| Jobbik      | 3          |
| LMP         | 3          |
| MSZP        | 10         |

### Fővárosi kerületek
Fővárosi kerületek polgármesterei:
| Kerület        | Győztes            | Párt                       | Eredmény |
| -------------- | ------------------ | -------------------------- | -------- |
| I. kerület     | Nagy Gábor Tamás   | Fidesz-KDNP                | 61,38%   |
| II. kerület    | Láng Zsolt         | Fidesz-KDNP                | 66,37%   |
| III. kerület   | Bús Balázs         | Fidesz-KDNP                | 57,39%   |
| IV. kerület    | Wintermantel Zsolt | Fidesz-Újpestért Egyesület | 47,08%   |
| V. kerület     | Rogán Antal        | Fidesz-KDNP                | 72,97%   |
| VI. kerület    | Hassay Zsófia      | Fidesz-KDNP                | 49,73%   |
| VII. kerület   | Vattamány Zsolt    | Fidesz-KDNP                | 48,48%   |
| VIII. kerület  | Kocsis Máté        | Fidesz-KDNP                | 58,01%   |
| IX. kerület    | Bácskai János      | Fidesz-KDNP                | 46,02%   |
| X. kerület     | Kovács Róbert      | Fidesz-KDNP                | 48,95%   |
| XI. kerület    | Hoffmann Tamás     | Fidesz-KDNP                | 48,98%   |
| XII. kerület   | Pokorni Zoltán     | Fidesz-KDNP                | 67,55%   |
| XIII. kerület  | Tóth József        | MSZP                       | 63,90%   |
| XIV. kerület   | Papcsák Ferenc     | Fidesz-KDNP                | 51,72%   |
| XV. kerület    | László Tamás       | Fidesz-KDNP                | 45,05%   |
| XVI. kerület   | Kovács Péter       | Fidesz-KDNP                | 65,37%   |
| XVII. kerület  | Riz Levente        | Fidesz-KDNP                | 69,53%   |
| XVIII. kerület | Ughy Attila        | Fidesz-KDNP                | 53,12%   |
| XIX. kerület   | Gajda Péter        | MSZP                       | 49,87%   |
| XX. kerület    | Szabados Ákos      | MSZP                       | 47,12%   |
| XXI. kerület   | Németh Szilárd     | Fidesz-KDNP                | 50,72%   |
| XXII. kerület  | Szabolcs Attila    | Fidesz-KDNP                | 60,98%   |
| XXIII. kerület | Geiger Ferenc      | Civil Egyesület            | 45,63%   |

### Megyei jogú városok

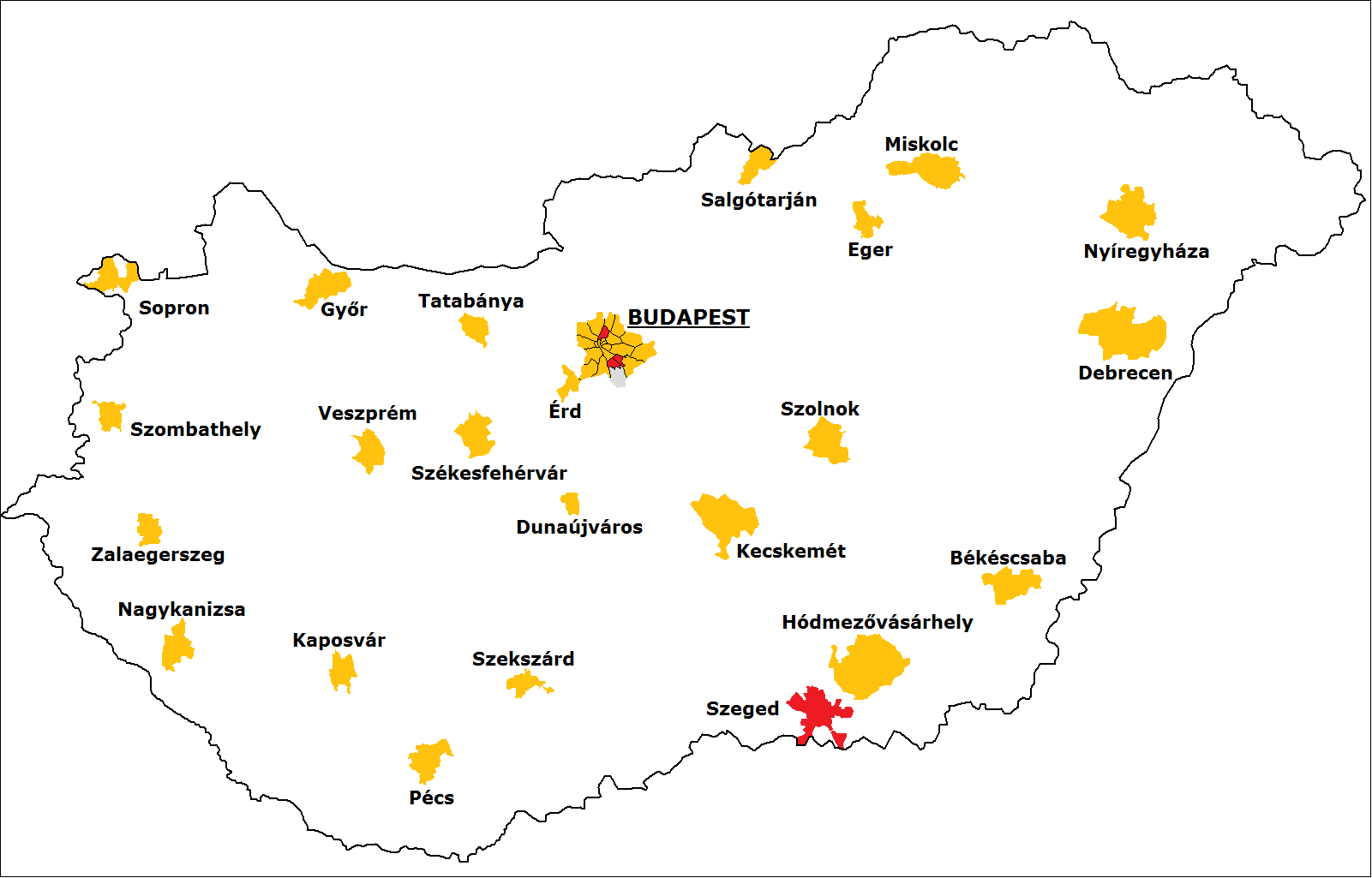
A megválasztott nagyvárosi és fővárosi kerületi polgármesterek pártok szerint
██ = Fidesz (41)
██ = MSZP (4)
██ = Helyi civilszervezet (1)

Megyei jogú városok polgármesterei
| Város neve       | Győztes                 | Párt        | Eredmény |
| ---------------- | ----------------------- | ----------- | -------- |
| Békéscsaba       | Vantara Gyula           | Fidesz-KDNP | 61,69%   |
| Debrecen         | Kósa Lajos              | Fidesz-KDNP | 67,18%   |
| Dunaújváros      | Cserna Gábor            | Fidesz-KDNP | 47,14%   |
| Eger             | Habis László            | Fidesz-KDNP | 54,27%   |
| Érd              | T. Mészáros András      | Fidesz-KDNP | 54,48%   |
| Győr             | Borkai Zsolt            | Fidesz-KDNP | 69,67%   |
| Hódmezővásárhely | Lázár János             | Fidesz-KDNP | 66,68%   |
| Kaposvár         | Szita Károly            | Fidesz-KDNP | 77,12%   |
| Kecskemét        | Zombor Gábor            | Fidesz-KDNP | 79,12%   |
| Miskolc          | Kriza Ákos              | Fidesz-KDNP | 42,58%   |
| Nagykanizsa      | Cseresnyés Péter        | Fidesz-KDNP | 41,06%   |
| Nyíregyháza      | Kovács Ferenc           | Fidesz-KDNP | 50,00%   |
| Pécs             | Páva Zsolt              | Fidesz-KDNP | 68,59%   |
| Salgótarján      | Székyné Sztrémi Melinda | Fidesz-KDNP | 51,39%   |
| Sopron           | Fodor Tamás             | Fidesz-KDNP | 52,79%   |
| Szeged           | Botka László            | MSZP        | 52,51%   |
| Székesfehérvár   | Cser-Palkovics András   | Fidesz-KDNP | 56,46%   |
| Szekszárd        | Horváth István          | Fidesz-KDNP | 50,54%   |
| Szolnok          | Szalay Ferenc           | Fidesz-KDNP | 60,47%   |
| Szombathely      | Puskás Tivadar          | Fidesz-KDNP | 51,51%   |
| Tatabánya        | Schmidt Csaba           | Fidesz-KDNP | 56,70%   |
| Veszprém         | Porga Gyula             | Fidesz-KDNP | 63,94%   |
| Zalaegerszeg     | Gyutai Csaba            | Fidesz-KDNP | 57,32%   |

### Megyei közgyűlések
| Jelmagyarázat                    | Jelmagyarázat | Jelmagyarázat | Jelmagyarázat | Jelmagyarázat | Jelmagyarázat | Jelmagyarázat |
| -------------------------------- | ------------- | ------------- | ------------- | ------------- | ------------- | ------------- |
| Helyezés                         | 1.            | 2.            | 3.            | 4.            | 5.            | 6.-           |
| vastag betű - közgyűlési többség |               |               |               |               |               |               |

| A megszerzett megyei közgyűlési helyek | A megszerzett megyei közgyűlési helyek | A megszerzett megyei közgyűlési helyek | A megszerzett megyei közgyűlési helyek | A megszerzett megyei közgyűlési helyek | A megszerzett megyei közgyűlési helyek | A megszerzett megyei közgyűlési helyek | A megszerzett megyei közgyűlési helyek | A megszerzett megyei közgyűlési helyek | A megszerzett megyei közgyűlési helyek | A megszerzett megyei közgyűlési helyek | A megszerzett megyei közgyűlési helyek | A megszerzett megyei közgyűlési helyek | A megszerzett megyei közgyűlési helyek | A megszerzett megyei közgyűlési helyek | A megszerzett megyei közgyűlési helyek | A megszerzett megyei közgyűlési helyek | A megszerzett megyei közgyűlési helyek | A megszerzett megyei közgyűlési helyek | A megszerzett megyei közgyűlési helyek | A megszerzett megyei közgyűlési helyek | A megszerzett megyei közgyűlési helyek | A megszerzett megyei közgyűlési helyek |
| -------------------------------------- | -------------------------------------- | -------------------------------------- | -------------------------------------- | -------------------------------------- | -------------------------------------- | -------------------------------------- | -------------------------------------- | -------------------------------------- | -------------------------------------- | -------------------------------------- | -------------------------------------- | -------------------------------------- | -------------------------------------- | -------------------------------------- | -------------------------------------- | -------------------------------------- | -------------------------------------- | -------------------------------------- | -------------------------------------- | -------------------------------------- | -------------------------------------- | -------------------------------------- |
| Közgyűlés létszáma                     | Közgyűlés létszáma                     | Közgyűlés létszáma                     | 19                                     | 24                                     | 18                                     | 30                                     | 20                                     | 21                                     | 21                                     | 25                                     | 15                                     | 20                                     | 15                                     | 15                                     | 43                                     | 16                                     | 26                                     | 15                                     | 15                                     | 18                                     | 15                                     | 391                                    |
| #.                                     | Lista                                  | Lista                                  | BAR                                    | BKK                                    | BÉK                                    | BAZ                                    | CSO                                    | FEJ                                    | GYS                                    | HJB                                    | HEV                                    | JNS                                    | KME                                    | NÓG                                    | PES                                    | SOM                                    | SZB                                    | TOL                                    | VAS                                    | VES                                    | ZAL                                    | ∑                                      |
| 1.                                     |                                        | Fidesz–KDNP                            | 12                                     | 16                                     | 11                                     | 17                                     | 12                                     | 13                                     | 15                                     | 16                                     | 8                                      | 11                                     | 9                                      | 10                                     | 26                                     | 10                                     | 15                                     | 10                                     | 11                                     | 12                                     | 10                                     | 244                                    |
| 2.                                     |                                        | MSZP                                   | 3                                      | 4                                      | 4                                      | 6                                      | 6                                      | 4                                      | 4                                      | 4                                      | 4                                      | 5                                      | 4                                      | 3                                      | 10                                     | 2                                      | 5                                      | 3                                      | 2                                      | 4                                      | 3                                      | 80                                     |
| 3.                                     |                                        | Jobbik                                 | 2                                      | 3                                      | 3                                      | 7                                      | 2                                      | 3                                      | 2                                      | 5                                      | 3                                      | 4                                      | 2                                      | 2                                      | 7                                      | 1                                      | 4                                      | 2                                      | 1                                      | 2                                      | 2                                      | 57                                     |
|                                        |                                        | LMP                                    | 1                                      | 1                                      |                                        |                                        |                                        |                                        |                                        |                                        |                                        |                                        |                                        |                                        |                                        |                                        |                                        |                                        |                                        |                                        |                                        | 2                                      |
|                                        |                                        |                                        |                                        |                                        |                                        |                                        |                                        |                                        |                                        |                                        |                                        |                                        |                                        |                                        |                                        |                                        |                                        |                                        |                                        |                                        |                                        |                                        |
|                                        | A csak egy megyében induló listák      | A csak egy megyében induló listák      | Somogyért                              | Somogyért                              | Somogyért                              | Somogyért                              | Somogyért                              | Somogyért                              | Somogyért                              | Somogyért                              | Somogyért                              | Somogyért                              | Somogyért                              | Somogyért                              | Somogyért                              | 3                                      | 2                                      | Összefogás SzSzB                       | Összefogás SzSzB                       | Összefogás SzSzB                       | Összefogás SzSzB                       | 8                                      |
| 1                                      | A csak egy megyében induló listák      | A csak egy megyében induló listák      | Baranyai Emberek                       | Baranyai Emberek                       | Baranyai Emberek                       | Baranyai Emberek                       | 1                                      | FETE                                   | FETE                                   | FETE                                   | FETE                                   | FETE                                   | Szolidaritás                           | Szolidaritás                           | Szolidaritás                           | Szolidaritás                           | Szolidaritás                           | 1                                      |                                        |                                        |                                        | 8                                      |
| Forrás: Nemzeti Választási Iroda       |                                        |                                        |                                        |                                        |                                        |                                        |                                        |                                        |                                        |                                        |                                        |                                        |                                        |                                        |                                        |                                        |                                        |                                        |                                        |                                        |                                        |                                        |

| Pártlista        | Képviselő | Képviselő | Megye | Helyezés | Helyezés | Helyezés | Helyezés | Helyezés | Megjegyzés                   |
| Pártlista        | Képviselő | Képviselő | Megye | 1.       | 2.       | 3.       | 4.       | 5.       | Megjegyzés                   |
| ---------------- | --------- | --------- | ----- | -------- | -------- | -------- | -------- | -------- | ---------------------------- |
| FIDESZ-KDNP      | 244       | 62,40%    | 19    | 19       | 0        | 0        | 0        | 0        |                              |
| MSZP             | 80        | 20,46%    | 19    | 0        | 16       | 3        | 0        | 0        |                              |
| Jobbik           | 57        | 14,58%    | 19    | 0        | 2        | 16       | 1        | 0        |                              |
| Somogyért        | 3         | 0,77%     | 1     | 0        | 1        | 0        | 0        | 0        | Somogy megye                 |
| LMP              | 2         | 0,51%     | 2     | 0        | 0        | 0        | 1        | 1        | Baranya és Bács-Kiskun megye |
| Összefogás       | 2         | 0,51%     | 1     | 0        | 0        | 0        | 1        | 0        | Szabolcs-Szatmár-Bereg megye |
| FETE             | 1         | 0,26%     | 1     | 0        | 0        | 0        | 1        | 0        | Fejér megye                  |
| Szolidaritás     | 1         | 0,26%     | 1     | 0        | 0        | 0        | 1        | 0        | Vas megye                    |
| Baranyai Emberek | 1         | 0,26%     | 1     | 0        | 0        | 0        | 1        | 0        | Baranya megye                |
| Összesen         | 391       |           |       | 19       | 19       | 19       | 6        | 1        |                              |

## Érdekességek
- Túlterheléses támadás érte a választási tájékoztató rendszert a választási eredmények összesítése idején.[21]
- Az Országos Választási Iroda adatai szerint október 30-án 15 településen volt ismételt önkormányzati választás.[22]